# Oberösterreichische Rundschau
Die BezirksRundschau ist eine lokale Wochenzeitung mit 17 Regionalausgaben. Seit 2009 wird die Zeitung an alle oberösterreichischen Haushalte – jeweils Donnerstag und Freitag – gratis verteilt. Insgesamt gibt es 13 BezirksRundschau-Geschäftsstellen in ganz Oberösterreich. Derzeit sind etwa 110 Mitarbeiter oberösterreichweit für die Zeitung tätig, davon 40 Redakteure. Laut Media-Analyse 2023 hat die BezirksRundschau eine Reichweite von 49 % im Print-Bereich, was 626.000 Leserinnen und Lesern entspricht.
Laut ÖWA Q 2023-IV erreicht die BezirksRundschau online durchschnittlich 942.000 Unique User pro Monat.
Die Geschäfte führen Martina Holl und Thomas Reiter. Chefredakteur der BezirksRundschau ist seit 2010 Thomas Winkler.

## Vorläufer
Ihre Vorläuferzeitungen gehen bis 1876 zurück, als in Steyr die Steyrer Zeitung, in Ried die Innviertler Volkszeitung aus der Taufe gehoben wurde. Es folgten 1881 die Neue Warte am Inn (Braunau), 1889 die Welser Zeitung und die Mühlviertler Nachrichten. Von 1945 bis 2006 wurden die weiteren Regionalausgaben gestartet. Im Oktober 1971 wurde der Name „Oberösterreichische Rundschau“ als gemeinsame Bezeichnung für die Wochenzeitungen der Unternehmensgruppe Oberösterreichischer Landesverlag eingeführt.
2005 konnte das Blatt über 80.000 Abonnenten vorweisen. Im Einzelverkauf wurden rund 20.000 Exemplare pro Woche verkauft (lt. ÖAK 2005, JS, Verkauf gesamt).
2008 musste die Rundschau aufgrund von finanziellen Schwierigkeiten an die Moser Holding mit ihrem Flaggschiff, der Tiroler Tageszeitung, verkauft werden.

## Neustart 2009
Im Jänner 2009 wurden die Bezirksausgaben der Rundschau radikal umgebaut. Rund 100 Mitarbeiter mussten das Unternehmen verlassen.
Die Zeitung wurde zu einem Gratis-Blatt umgewandelt und erscheint seither im Kleinformat. Der Name wurde umgeändert zu „Bezirks Rundschau“ bzw. Rundschau am Sonntag für die Sonntagsausgabe. Obwohl beide Blätter unter der Marke Rundschau firmierten, wurden sie als voneinander unabhängige Unternehmen unter dem Dach der Tiroler Moser Holding geführt.
Die Rundschau selbst bezeichnete diesen Schritt als Neustart. Die Bezirksrundschau erscheint mit 14 Ausgaben kostenlos und wird an alle Haushalte verteilt, die Rundschau am Sonntag kostet 50 Cent (Entnahmetaschen).
Vor Jahreswechsel stieg die Raiffeisenlandesbank Oberösterreich mit 14,63 % direkt bei der Moser Holding ein.
So ist die oberösterreichische Raiffeisenlandesbank wieder indirekt Mitbesitzer von Rundschau-Anteilen.
Im November 2009 erschien die letzte „Rundschau am Sonntag“. Die Eigentümer stellten das Medium ein und entließen die gesamte Redaktion.

## Konkurrenzsituation
Hauptkonkurrent ist die Tips aus dem Hause der Wimmer Medien-Gruppe (mit den Oberösterreichischen Nachrichten als Tageszeitung). Auch Tips berichtet über aktuelle Geschehnisse aus den Regionen.